# David V van Georgië
David V (Georgisch: დავით) (gestorven 1555), uit het huis Bagrationi, was koning van Georgië ca.1554/5. 
Hij was de oudste zoon van koning Demetrius I. Omdat hij bang was dat zijn vader zijn jongere broer George als de rechtmatige troonopvolger zou aanduiden dwong hij zijn vader in 1554 of 1555 om troonsafstand te nemen om zelf koning tot koning gekroond te worden.
Hij had een zoon Demna die de troon opeiste.